# Dread
Dread è un film del 2009 diretto da Anthony DiBlasi.
Pellicola horror basata su un racconto scritto da Clive Barker.

## Trama
La vita dello studente Stephen Grace è destinata a cambiare dal giorno in cui incontra Quaid, anch'egli studente. Quaid propone a Stephen di realizzare un documentario sulle paure più nascoste delle persone. Stephen, convinto che sia solo un progetto scolastico, accetta, coinvolgendo anche la sua amica Cheryl. Durante la realizzazione del documentario i due si accorgono che Quaid assume un atteggiamento sempre più strano e inquietante, Stephen decide di interrompere il progetto quando Quaid, in un attacco d'ira, distrugge la strumentazione. La situazione degenera sempre più trasformando un compito scolastico in una tragedia sanguinosa.

## Personaggi
Stephen Grace
La più grande paura di Stephen sono le auto, infatti è rimasto traumatizzato da quando suo fratello è morto in un incidente d'auto. Si ritrova a dover affrontare la sua paura quando Quaid, ubriaco, decide di lanciarsi in una folle corsa contro un muro per esorcizzare le paure di Stephen.
Quaid
Quaid è l'unico sopravvissuto di una strage che ha visto come vittime i suoi genitori, uccisi da un pazzo armato d'ascia. È ossessionato dalle paure altrui, proprio per questo propone a Stephen di realizzare un documentario sulle paure nascoste delle persone. La sua ossessione lo porterà lentamente alla pazzia facendogli commettere atti di violenza su alcuni studenti.
Cheryl Fromm
Cheryl manifesta uno strano rifiuto per la carne. In seguito si scoprirà che questo rifiuto è dato da un trauma infantile. Infatti l'odore della carne le riporta alla mente suo padre che faceva il macellaio, dal quale ha subito violenze sessuali. Si ritrova presto a dover affrontare questa paura quando Quaid, venuto a conoscenza di ciò, decide di rinchiuderla per settimane in una stanza buia con soltanto dell'acqua e della carne.